# Lag de Pigniu
O Lago Pigniu é um lago artificial localizado próximo ao município de Pigniu (Panix) no Cantão de Grisons, Suíça.
A barragem de gravidade que deu origem a este lago tem 53 m de altura e foi concluída em 1989. A hidroeléctrica é operada pela Kraftwerke Ilanz AG.